# Sidney Coleman
Sidney Coleman (Chicago, 3 marzo 1937 – Cambridge, 18 novembre 2007) è stato un fisico statunitense, allievo di Murray Gell-Mann.

## Biografia
(Sheldon Glashow, premio Nobel per la fisica, in un'intervista al Boston Globe.)
Sidney Coleman cresce nel Far North Side a Chicago. Nel 1957 consegue la laurea presso l'Illinois Institute of Technology.
Ottiene il dottorato di ricerca al Caltech nel 1962 e nello stesso anno si trasferisce ad Harvard, dove trascorre la sua intera carriera, incontrando anche la moglie Diana alla fine degli anni '70, con la quale si sposa nel 1982.
Nel 1966, Antonino Zichichi recluta Coleman come docente presso l'allora nuova scuola estiva alla Scuola Internazionale di Fisica subnucleare di Erice, in Sicilia. Coleman fu un riferimento per la scuola per tutto il 1970 e primi anni 1980, e fu infatti insignito del titolo di Miglior docente in occasione del quindicesimo anniversario della scuola nel 1979. La sua spiegazione della rottura spontanea di simmetria in termini di un uomo che vive all'interno di un piccolo ferromagnete è stata spesso citata da vari divulgatori in seguito.
Coleman è stato anche autore di un testo di fisica delle particelle Aspects of Simmetry, pubblicato nel 1985, che è una raccolta delle conferenze tenute ad Erice. 
Nel 1989, Coleman ha ricevuto il premio NAS Award for Scientific Reviewing da parte della National Academy of Sciences per le sue "lucide, perspicaci, e influenti recensioni sulle correnti parzialmente conservate, le teorie di gauge, gli istantoni, ed i monopoli magnetici - argomenti fondamentali per la fisica teorica".
Nel 2005, il dipartimento di fisica dell'Università di Harvard ha tenuto la SidneyFest, una conferenza sulla teoria di campo quantistica e cromodinamica quantistica organizzata in suo onore.
A parte la sua attività accademica, Coleman è stato un appassionato di fantascienza. È stato uno dei fondatori di Advent: Publishers e occasionalmente ha recensito libri per la rivista The Magazine of Fantasy e Science Fiction.

## Contributi alla fisica
Alcune dei suoi contributi più noti sono su: 
- Teorema di Coleman–Mandula[7];
- Diagrammi tadpole (un particolare tipo di diagramma di Feynman);
- Teorema di Coleman[8];
- Equivalenza del modello Thirring con l'equazione di sine-Gordon quantistica[9];
- Analisi semiclassica del destino di un falso vuoto;
- Potenziale di Coleman-Weinberg;
- Q-ball nel limite di thin wall;